# Patcharin Cheapchandej
Patcharin Cheapchandej (ur. 13 grudnia 1994) – tajska tenisistka, reprezentantka kraju w rozgrywkach Pucharu Billie Jean King, medalistka uniwersjady.

## Kariera tenisowa
W 2017 roku, startując na uniwersjadzie, zdobyła srebrny medal w grze drużynowej.
W swojej karierze zwyciężyła w trzech singlowych i dwóch deblowych turniejach rangi ITF. Najwyżej w rankingu WTA była sklasyfikowana na 464. miejscu w singlu (24 września 2018) oraz 557. w deblu (18 września 2017).

## Wygrane turnieje rangi ITF
| turnieje z pulą nagród 100 000 $ |
| turnieje z pulą nagród 80 000 $  |
| turnieje z pulą nagród 60 000 $  |
| turnieje z pulą nagród 25 000 $  |
| turnieje z pulą nagród 15 000 $  |
| turnieje z pulą nagród 10 000 $  |

### Gra pojedyncza
|    | Data       | Turniej    | ($)    | Naw.   | Finalistka    | Wynik            |
| 1. | 30/04/2017 | Hua Hin    | 15 000 | twarda | Zhang Ling    | 6:1, 7:5         |
| 2. | 15/10/2017 | Nonthaburi | 15 000 | twarda | Liang En-shuo | 7:6(2), 6:0      |
| 3. | 09/09/2018 | Nonthaburi | 15 000 | twarda | Lee Hua-chen  | 3:6, 7:6(8), 6:2 |

### Gra podwójna
|    | Data       | Turniej | ($)    | Naw.   | Partnerka           | Finalistki                       | Wynik    |
| 1. | 14/07/2019 | Hua Hin | 15 000 | twarda | Ni-Ma Zhuoma        | Anchisa Chanta Supapitch Kuearum | 6:3, 6:2 |
| 2. | 13/10/2019 | Hua Hin | 15 000 | twarda | Punnin Kovapitukted | Tamarine Tanasugarn Kang Jia-Qi  | 6:3, 6:4 |